# 에버릿 덕슨

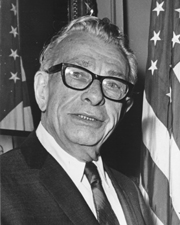

에버릿 덕슨(영어: Everett Dirksen, 1896년 1월 4일~1969년 9월 7일)은 미국의 정치인으로, 공화당 상원 원내대표를 지냈다.

## 생애
1896년 1월 4일 태어났다. 1950년 연방 상원의원 선거에서 일리노이주에 출마해 당선되었다. 1959년 공화당 상원 원내대표로 선출되었다. 1969년 9월 7일 죽었다.

## 성향
덕슨은 공화당 내에서 보수주의 우파에 해당하였다. 상원의원으로 선출된 후에는 조지프 매카시의 반공주의 활동을 지지하였으며, 1952년 대선에서는 로버트 태프트를 후보로 밀었다. 그러나 1960년대에는 행정부가 핵실험을 부분적으로 금지하는 조약을 체결하고, 민권법, 선거권법과 같은 일련의 자유주의 법률이 제정되는 데 큰 역할을 하였다. 특히 민권법의 경우에는 민주당 소속의 남부 의원들이 필리버스터를 감행하자 직접 타협안을 작성해 통과될 수 있도록 큰 노력을 하였다.

## 역대 선거 결과
| 선거명      | 직책명                         | 대수 | 정당   | 득표율 | 득표수      | 결과 | 당락                     |
| ----------- | ------------------------------ | ---- | ------ | ------ | ----------- | ---- | ------------------------ |
| 1932년 선거 | 하원의원 (일리노이 제16선거구) | 73대 | 공화당 | 60.27% | 67,949표    | 1위  | 일리노이주 하원의원 당선 |
| 1934년 선거 | 하원의원 (일리노이 제16선거구) | 74대 | 공화당 | 65.41% | 58,716표    | 1위  | 일리노이주 하원의원 당선 |
| 1936년 선거 | 하원의원 (일리노이 제16선거구) | 75대 | 공화당 | 53.25% | 68,964표    | 1위  | 일리노이주 하원의원 당선 |
| 1938년 선거 | 하원의원 (일리노이 제16선거구) | 76대 | 공화당 | 63.49% | 61,012표    | 1위  | 일리노이주 하원의원 당선 |
| 1940년 선거 | 하원의원 (일리노이 제16선거구) | 77대 | 공화당 | 58.09% | 79,780표    | 1위  | 일리노이주 하원의원 당선 |
| 1942년 선거 | 하원의원 (일리노이 제16선거구) | 78대 | 공화당 | 68.83% | 55,135표    | 1위  | 일리노이주 하원의원 당선 |
| 1944년 선거 | 하원의원 (일리노이 제16선거구) | 79대 | 공화당 | 59.04% | 70,301표    | 1위  | 일리노이주 하원의원 당선 |
| 1946년 선거 | 하원의원 (일리노이 제16선거구) | 80대 | 공화당 | 67.49% | 64,534표    | 1위  | 일리노이주 하원의원 당선 |
| 1950년 선거 | 상원의원 (일리노이 제3부)      | 82대 | 공화당 | 53.88% | 1,951,984표 | 1위  | 오하이오주 상원의원 당선 |
| 1956년 선거 | 상원의원 (일리노이 제3부)      | 85대 | 공화당 | 54.10% | 2,307,352표 | 1위  | 오하이오주 상원의원 당선 |
| 1962년 선거 | 상원의원 (일리노이 제3부)      | 88대 | 공화당 | 52.87% | 1,961,202표 | 1위  | 오하이오주 상원의원 당선 |
| 1968년 선거 | 상원의원 (일리노이 제3부)      | 91대 | 공화당 | 53.01% | 2,358,947표 | 1위  | 오하이오주 상원의원 당선 |